# Златоустовский индустриальный колледж им. П. П. Аносова
Златоустовский индустриальный колледж им. П. П. Аносова — средне-специальное учебное заведение в Златоусте, Челябинской области открыто в 1907 году.

## История
В сентябре 1895 года в двухэтажном каменном особняке на берегу пруда открыто частное ремесленное училище, которое стало готовить слесарей и столяров. В сентябре 1907 года было открыто подготовительное отделение, а время обучения было увеличено до четырёх лет. Именно эта дата, 9 сентября 1907 года, считается образованием среднего механико-технического училища. 9 сентября 1907 года считается датой основания учебного заведения.
В 1909 году принято решение преобразовать учебное заведение в среднее механико-техническое училище. Первым руководителем стал М. Я. Шахунянц. В училище были размещены помещения фундаментальной и ученической библиотеки, учебные классы. До Великой Октябрьской революции это учебное заведение являлось было не только крупным техническим центром подготовки, но и настоящим культурным центром. При училище работал свой оркестр и студенческий хор. В 1910—1911 годах к основному зданию был пристроен новый корпус, а в 1930-е годы надстроили ещё два этажа.

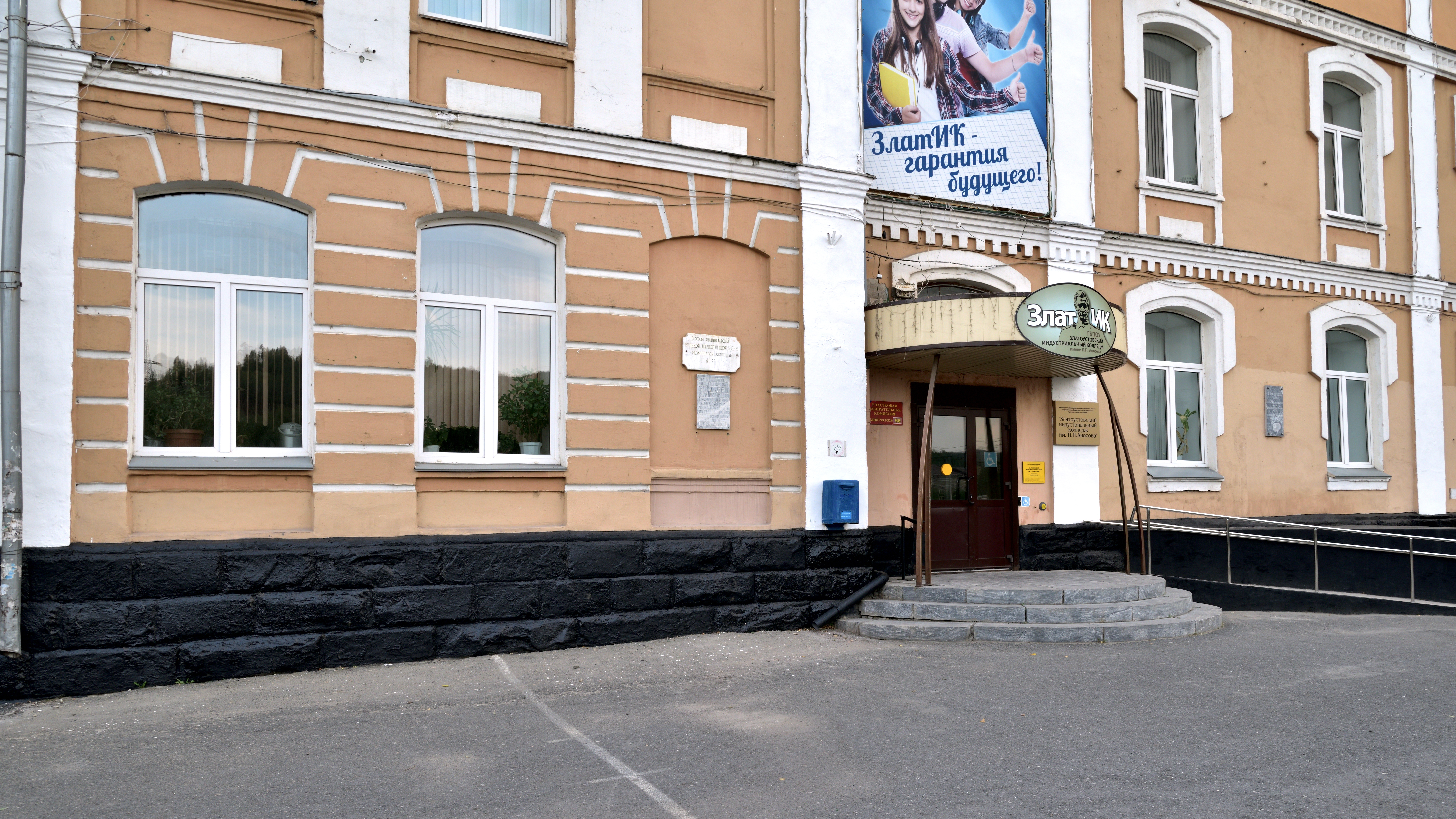
Центральный вход

В 1918 году в здании был размещён штаб Красной Гвардии и бюро Союза социалистической молодежи города Златоуста. В 1921 году произошло новое преобразование — училище стало Практическим институтом, через два года — Уральский механико-металлургический техникум.
Во время Великой Отечественной войны многие учащиеся отправились на фронт, некоторые — в составе Уральского добровольческого танкового корпуса.
В 1941 году в помещениях техникума был развёрнут эвакуированный из Калининской области госпиталь № 1128. Он стал главным госпиталем города, оборудованы и работали четыре отделения. На излечение сюда поступали тяжелораненые. Медицинские светила Глебова, Иеропольский и Кузин в физиотерапевтическом кабинете госпиталя начали свою научную работу «Лечение ран лучистой энергией». Эвакогоспиталь № 1128 работал в Златоусте до октября 1944 года.
В 1944 году учебное заведение вернулось в освобожденные классы и продолжило свою работу. В 1948 году на основании постановления Совета Министров СССР учебному заведению было присвоено имя знаменитого ученого-металлурга, и он стал называться индустриальным техникумом имени П. П. Аносова.
В 1988 году учебное здание было уничтожено пожаром. Силами учащихся и преподавателей под руководством директора И. И. Матузова здание было восстановлено за один год.
В 1998 к техникуму был присоединен на правах филиала Юрюзанский вечерний механический техникум. В 2001 году открыто отделение допрофессиональной подготовки для школьников.

## Современное состояние
В настоящее время в колледже создана материально-техническая база, позволяющая вести подготовку специалистов для современного производства и управления. Имеется информационно-вычислительный центр, шесть компьютерных классов, лекционный зал, мини-типография, спортивная площадка, спортивный и актовый залы, библиотека, столовая. Практическую подготовку учащиеся проходят в мастерских: токарный, фрезерный, литейный, шиномонтажный участки, учебный магазин. Ежегодный набор в учебное заведение составляет свыше 500 человек.

## Известные выпускники
- Николай Романович Жмаев — выпускник училища, Герой Советского Союза;
- Пётр Васильевич Еремеев — выпускник техникума, Герой Российской Федерации;
- Владимир Николаевич Гусаров — выпускник техникума, Герой Социалистического Труда;
- Павел Гаврилович Лузин — выпускник техникума, лауреат государственной премии.